# The Ivy
The Ivy est un gratte-ciel résidentiel de 156 mètres de hauteur construit à Miami en Floride aux États-Unis de 2005 à 2008. Il comprend 498 appartements.
La surface de plancher de l'immeuble est de 293 220 m2 ce qui est considérable.
L'architecte est l'agence Revuelta Vega Leon